# 東京大学大学院薬学系研究科・薬学部
東京大学薬学部（とうきょうだいがく やくがくぶ、英称：Faculty of Pharmaceutical Sciences）は、東京大学の後期課程に設置される薬学部である。東京大学大学院薬学系研究科（とうきょうだいがくだいがくいん やくがくけいけんきゅうか、英称：Graduate School of Pharmaceutical Sciences）は、同大学大学院に設置される薬学系研究科である。
薬学部と薬学系研究科は一体となって運営されているため、この記事で合わせて解説する。

## 基礎データ

### 所在地
薬学部の施設は薬用植物園を除いて、東京都文京区本郷の本郷キャンパス内に設置されている。薬用植物園は千葉市花見川区に置かれている。

### 象徴
薬学部のカレッジカラーは   臙脂色である。

## 沿革

### 薬学部
東京大学（現）における「薬学研究」と「薬剤師養成」の歴史は、1873年（明治6年）に、当時の官立第一大学区医学校（現：東京大学医学部）に設置された第一大学区医学校製薬学科（予科2年+本科3年の計5年制）に始まる。その後、1877年（明治10年）に東京大学医学部製薬学科、1887年（明治20年）に東京帝国大学医科大学薬学科（3年制）、1919年（大正8年）に東京帝国大学医学部薬学科（3年制）、太平洋戦争後の学制改革によって1949年（昭和24年）に東京大学医学部薬学科（4年制）と変遷した。
東京大学医学部薬学科は、1958年（昭和33年）に独立した学部に改組されて東京大学薬学部（4年制）となった。2006年（平成18年）に、薬剤師養成制度の改正により、4年制の薬科学科（）と、6年制で薬剤師国家試験の受験資格を与えられる薬学科（）の2学科体制となり、現在に至っている。

### 薬学系研究科
大学院に関しては、1953年に新制大学院が設置された当初は数物系研究科、化学系研究科、生物系研究科といった部局横断的な研究科が設置され、薬学部に対応した大学院課程は化学系研究科の中に置かれていたが、1965年には薬学系研究科など各学部に対応した研究科に再編された。
薬学系研究科は当初は薬学専門課程、製薬化学専門課程の2専門課程で構成されていたが、1976年に生命薬学専門課程が新設された。これら3専門課程は1987年にそれぞれ薬学専攻、製薬化学専攻、生命薬学専攻と改称されたが、大学院重点化に伴い、1997年に分子薬学専攻、機能薬学専攻、生命薬学専攻の3専攻に改組された。さらに2008年には統合薬学専攻が設置された。
2010年には、2006年度入学者が新4年制課程（薬科学科）を卒業するのに合わせて、4専攻の修士課程が廃止されて薬科学専攻修士課程が設置された。さらに2012年には博士後期課程においても薬科学専攻に改組され、4年制薬学博士課程である薬学専攻が新設された。

## 教育と研究

### 組織

#### 薬学部
- 薬科学科
- 薬学科（6年制）

#### 薬学系研究科[2]
- 薬科学専攻

有機薬科学大講座：薬化学、天然物合成化学、有機合成化学、天然物化学、基礎有機化学、薬用植物化学・附属薬用植物園
物理薬科学大講座：生体分析化学、生命物理化学
生物薬科学大講座：衛生化学、生理化学、分子生物学、遺伝学、細胞情報学、蛋白質代謝学、高次生命情報学、発生病態学、核酸制御学、分子神経生物学、タンパク質動態学、RNP生命工学、タンパク質分解創薬
- 薬学専攻

創薬学大講座：薬品代謝化学、蛋白構造生物学、免疫・微生物学、応用免疫学、分子腫瘍薬学
医療薬学大講座：分子薬物動態学、薬品作用学、機能病態学、臨床薬物動態学、幹細胞制御創薬、育薬学
社会薬学大講座：医薬品評価科学、医療政策・公衆衛生学

##### 2010年以前の専攻
4専攻とも修士課程、博士後期課程を設置していた。
- 分子薬学専攻

医薬科学大講座、生物有機化学大講座、協力講座（薬用植物化学、生体化学）、連携客員講座（創薬科学）
- 機能薬学専攻

生体分子機能学大講座、細胞生化学大講座、協力講座（細胞生物化学）
- 生命薬学専攻

医療薬学大講座、医薬品評価科学大講座、協力講座（臨床薬物動態学）
- 統合薬学専攻

統合解析学大講座、統合生物学大講座

#### 附属施設
薬学系研究科附属
- 薬用植物園

### 研究

#### 21世紀COEプログラム
薬学系研究科では、以下の1件が文部科学省の21世紀COEプログラムに採択された。
- 戦略的基礎創薬科学（2002年度）

#### グローバルCOEプログラム
薬学系研究科では、以下の3件が文部科学省のグローバルCOEプログラムに採択されている。
- 疾患のケミカルバイオロジー教育研究拠点（2008年度）
- 学融合に基づく医療システムイノベーション（2008年度）
- 次世代型生命・医療倫理の教育研究拠点創成（2008年度）

### 教育

#### 進学振分け・学科分け
教養学部前期課程からの進学振分けは2学科を区別せずに行い、4年生の6月に研究者養成課程の薬科学科（72名）と薬剤師養成課程の薬学科（8名）に分かれる。研究者養成を重視する立場から、薬学部定員の9割が薬科学科に充てられているのが特徴である。なお、薬学科においても研究活動を重視する姿勢は同様であるため在籍者は12月中旬の卒業研究発表会終了後約2か月で国家試験の対策をすることとなるが、直近10回（第100回～109回）の国家試験のうち8回で新卒者合格率100％を記録し、残り2回も不合格者はそれぞれ1名のみである。

#### 医療薬学コース
2000年に薬剤師資格をもつ薬学系研究科生を対象とした「医療薬学コース」が開設された。同コースでは病院実習を含めた医療薬学関連の科目を履修することができる。

## 同窓会
東京大学薬友会
東京大学薬学部・薬学系研究科の同窓会である。

## 施設
- キャンパスについて → 東京大学本郷地区キャンパス#本郷キャンパスを参照